# Matthias Flach
Pour les articles homonymes, voir Flach.
Matthias Flach (né en 1963) est un mathématicien allemand spécialisé dans la géométrie algébrique arithmétique et la théorie des nombres.

## Formation et carrière
Après avoir obtenu son diplôme d'études secondaires en 1981, Flach a étudié à l'université Goethe de Francfort-sur-le-Main, obtenant son diplôme en 1986 et de 1987 à 1990 à l'université de Cambridge, où il a obtenu son doctorat sous la direction de John Coates (avec une thèse intitulée « Selmer groups for the symmetric square of an elliptic curve »). De 1989 à 1994 il était assistant à l'université de Heidelberg et professeur adjoint de 1994 à 1995 à l'université de Princeton. À partir de 1995, il a été professeur associé et à partir de 1999, professeur à Caltech,.
En 2004, il a été professeur invité à l'Université Harvard.

## Travaux
Il traite des valeurs spéciales des fonctions L et des conjectures associées de Spencer Bloch, Alexander Beilinson, Pierre Deligne et Kazuya Kato, de la théorie des modules de Galois et de la cohomologie motivique.
Un système d'Euler construit par Flach (introduit par Victor Kolyvagin à la fin des années 1980) , et les méthodes utilisées ont joué un rôle important dans la preuve de la conjecture de Fermat (ou conjecture de Shimura-Taniyama) par Andrew Wiles .
Il travaille, entre autres, avec David Burns du King's College de Londres.

## Prix et distinctions
En 1995, il reçoit le prix Heinz-Maier-Leibnitz. Il a été chercheur Sloan de 1996 à 2000.

## Vie privée
Il est marié et a deux enfants.

## Publications
- A finiteness theorem for the symmetric square of an elliptic curve, Inventiones Mathematicae, Vol.109, 1992, pp.307-327
- avec D. Burns: Motivic L-functions and Galois module structures, Mathematische Annalen, vol.305, 1996, pp.65-102
- avec D. Burns : On Galois structure invariants associated to Tate motives, Amer. J. Math., volume 120, 1998, pages 1343-1397.
- avec D. Burns: Tamagawa numbers for motives with (non-commutative) coefficients, Documenta Mathematica, Vol.6, 2001, pp.501-569, Part 2, American Journal of Mathematics, Vol.125, 2003, pp.475- 512
- Euler characteristics in relative K-groups, Bull. London Math. Soc., volume 32, 2000, pages 272-284.
- avec F Diamond, L Guo : The Bloch-Kato conjecture for adjoint motives of modular forms, Math. Res. Letters, volume 8, 2001, pages 437-442.
- avec F. Diamond, L. Guo: The Tamagawa number conjecture of adjoint motives of modular forms, Ann. Scient. Ecole Normale Supérieure, Tome 37, 2004, pp., 663-727.
- The equivariant Tamagawa number conjecture: a survey, in D. Burns (éd) Stark´s conjecture. Recent work and new directions, Contemporary Mathematics, Vol.358, 2004
- Cohomology of Topological Groups with applications to the Weil Group, Compositio Math., Vol.144, 2008, No.3
- Iwasawa Theory and Motivic L-functions, Pure and Appl. Math. Quarterly, hors-série Jean Pierre Serre, partie II, tome 5, n°1, 2009.